# Lista de localidades de Andorra
Esta é uma lista das cidades, vilas e aldeias de Andorra. O país está dividido em sete paróquias com um total de 44 povoações estatísticas oficiais (ou seja, cidades e vilas) e outras aldeias

## Lista

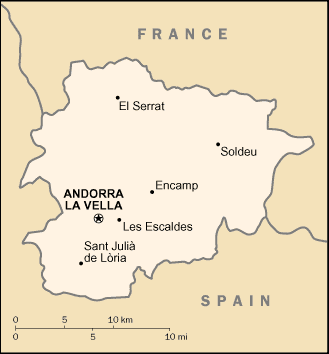
Mapa de Andorra

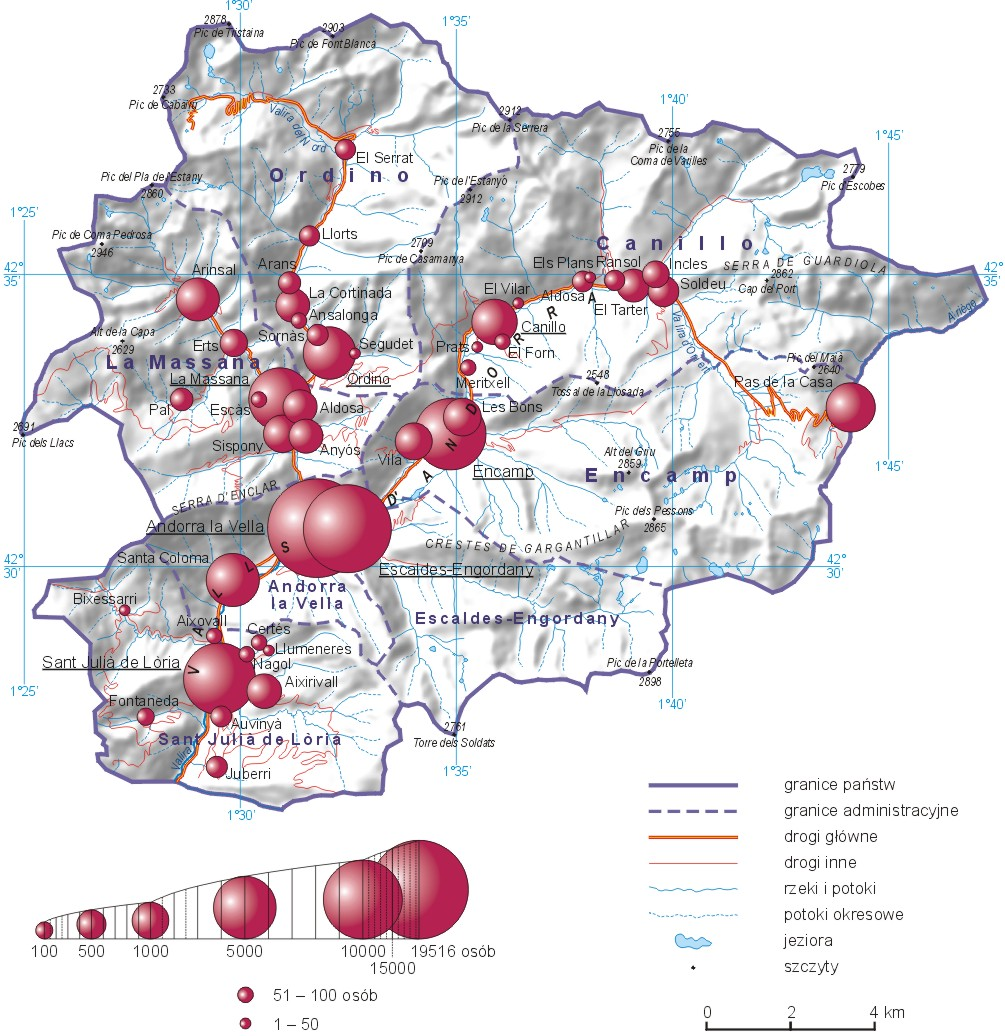
População de Andorra em 2013

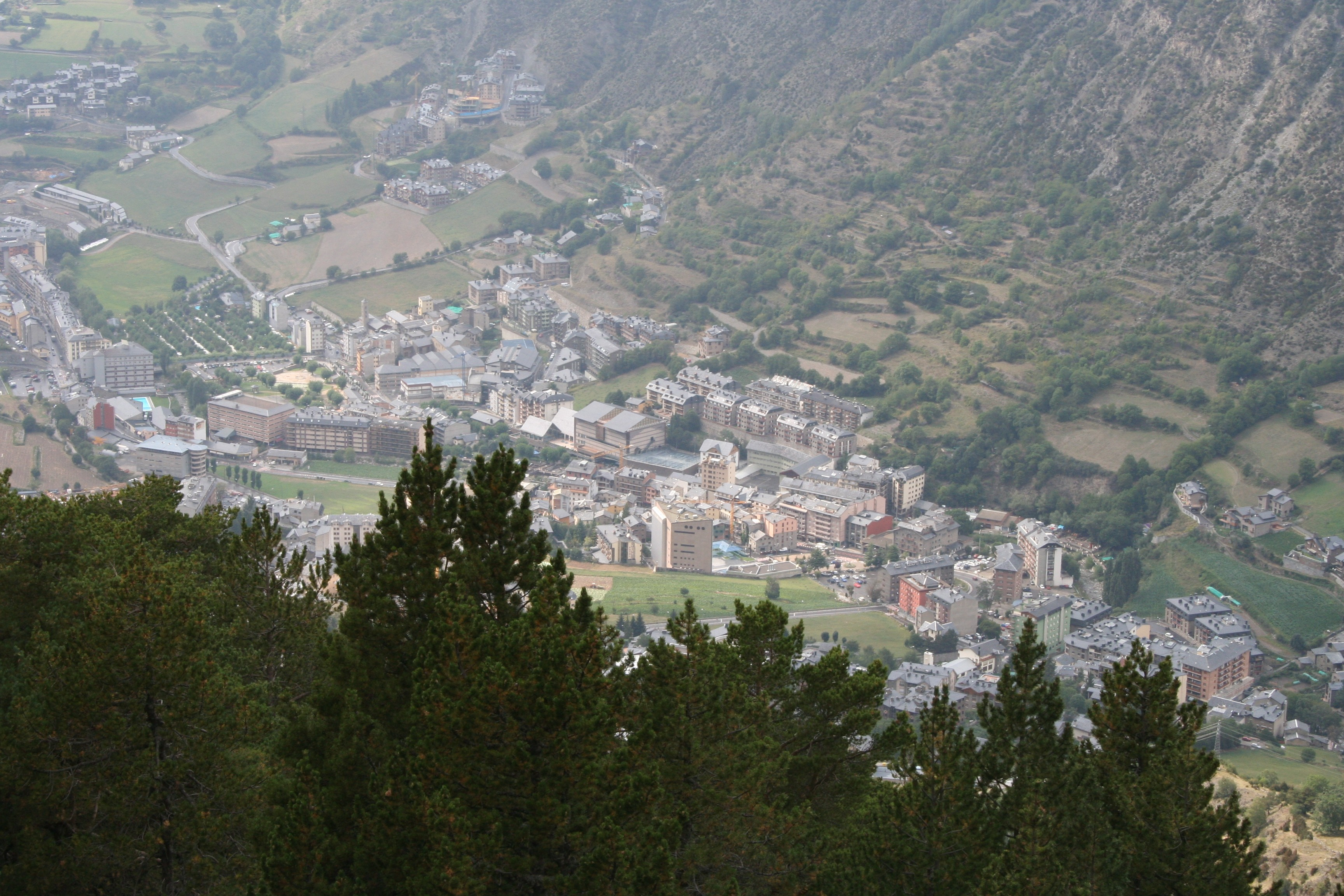
Encamp

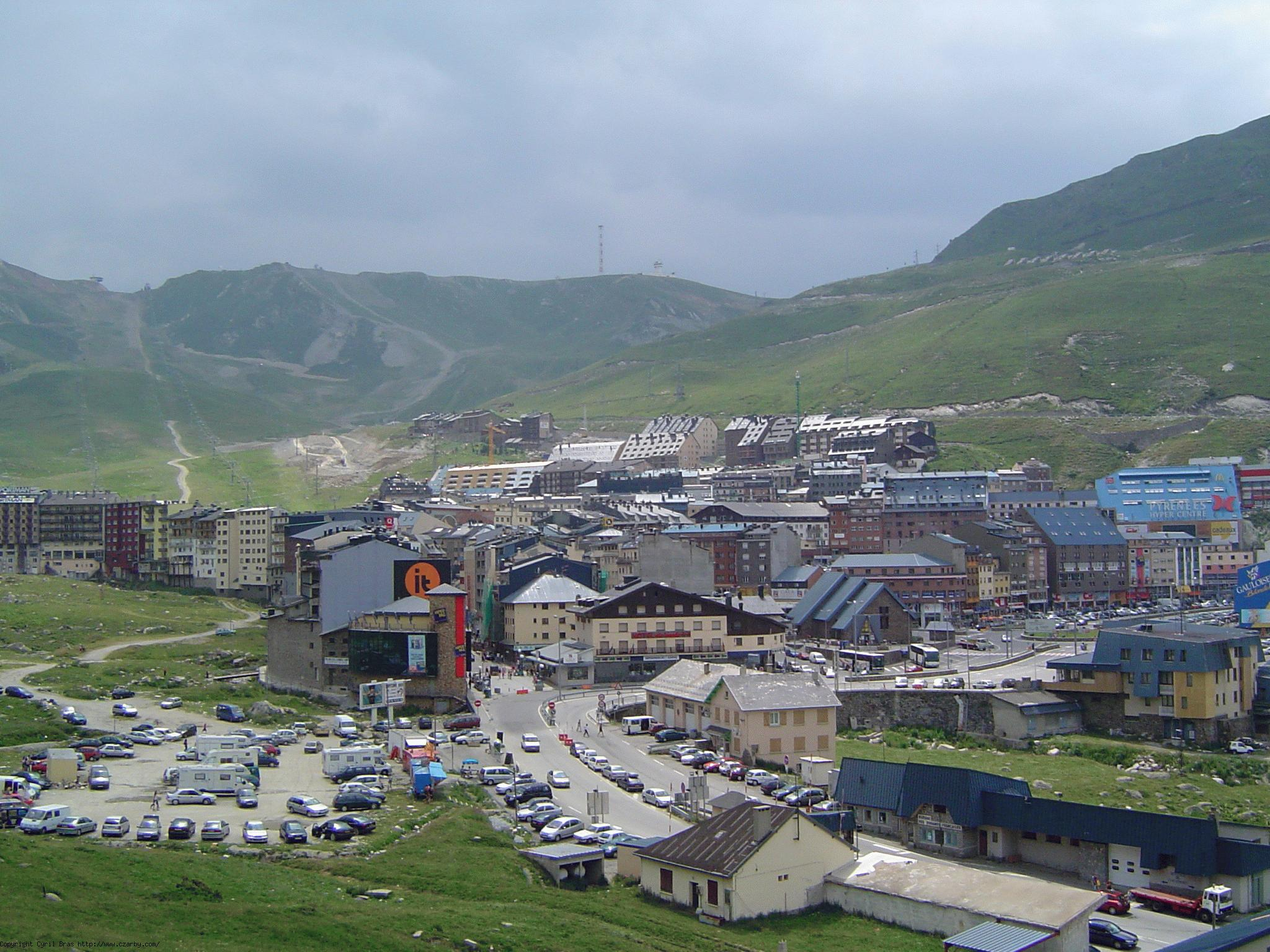
Pas de la Casa

| Paróquia            | Localidade                | População (2023) | População da paróquia (2023) |
| ------------------- | ------------------------- | ---------------- | ---------------------------- |
| Canillo             | Canillo                   | 2 550 \|         | 5 781                        |
| Canillo             | L'Aldosa                  | 289              | 5 781                        |
| Canillo             | El Forn                   | 99               | 5 781                        |
| Canillo             | Incles                    | 510              | 5 781                        |
| Canillo             | Meritxell                 | 69               | 5 781                        |
| Canillo             | Els Plans                 | 38               | 5 781                        |
| Canillo             | Prats                     | 82               | 5 781                        |
| Canillo             | Ransol                    | 344              | 5 781                        |
| Canillo             | Soldeu                    | 790              | 5 781                        |
| Canillo             | El Tarter                 | 1 003            | 5 781                        |
| Canillo             | El Vilar                  | 7                | 5 781                        |
| Encamp              | Encamp                    | 8 326 \|         | 12 826                       |
| Encamp              | Les Bons                  | 1 156            | 12 826                       |
| Encamp              | Pas de la Casa            | 2 156            | 12 826                       |
| Encamp              | Vila                      | 1 188            | 12 826                       |
| Ordino              | Ordino                    | 3 217 \|         | 5 440                        |
| Ordino              | Ansalonga                 | 50               | 5 440                        |
| Ordino              | Arans                     | 234              | 5 440                        |
| Ordino              | La Cortinada              | 948              | 5 440                        |
| Ordino              | Llorts                    | 280              | 5 440                        |
| Ordino              | Segudet                   | 60               | 5 440                        |
| Ordino              | El Serrat                 | 312              | 5 440                        |
| Ordino              | Sornàs                    | 339              | 5 440                        |
| La Massana          | La Massana                | 5 979 \|         | 11 591                       |
| La Massana          | L'Aldosa                  | 811              | 11 591                       |
| La Massana          | Anyós                     | 1 006            | 11 591                       |
| La Massana          | Arinsal                   | 2 127            | 11 591                       |
| La Massana          | Erts                      | 574              | 11 591                       |
| La Massana          | Escàs                     | 13               | 11 591                       |
| La Massana          | Pal                       | 248              | 11 591                       |
| La Massana          | Sispony                   | 833              | 11 591                       |
| Andorra-a-Velha     | Andorra-a-Velha (capital) | 20 719           | 24 042                       |
| Andorra-a-Velha     | Santa Coloma              | 3 323            | 24 042                       |
| Sant Julià de Lòria | Sant Julià de Lòria       | 7 962            | 9 915                        |
| Sant Julià de Lòria | Aixirivall                | 1 041            | 9 915                        |
| Sant Julià de Lòria | Aixovall                  | 80               | 9 915                        |
| Sant Julià de Lòria | Auvinyà                   | 218              | 9 915                        |
| Sant Julià de Lòria | Bixessarri                | 61               | 9 915                        |
| Sant Julià de Lòria | Certers                   | 85               | 9 915                        |
| Sant Julià de Lòria | Fontaneda                 | 119              | 9 915                        |
| Sant Julià de Lòria | Juberri                   | 170              | 9 915                        |
| Sant Julià de Lòria | Llumeneres                | 4                | 9 915                        |
| Sant Julià de Lòria | Nagol                     | 175              | 9 915                        |
| Escaldes-Engordany  | Escaldes-Engordany[♦]     | 15 506 \|        | 15 506                       |

[♦] ^ Les Escaldes e Engordany são antigas aldeias, que se fundiram, constituindo atualmente a cidade de Escaldes-Engordany, que na prática é um subúrbio de Andorra-a-Velha.

## Maiores localidades
| #  | Nome                | População (2023) |
| -- | ------------------- | ---------------- |
| 01 | Andorra-a-Velha     | 20 719           |
| 02 | Escaldes-Engordany  | 15 506           |
| 03 | Encamp              | 8 326            |
| 04 | Sant Julià de Lòria | 7 962            |
| 05 | La Massana          | 5 979            |
| 06 | Santa Coloma        | 3 323            |
| 07 | Ordino              | 3 217            |
| 08 | Canillo             | 2 550            |
| 09 | Pas de la Casa      | 2 156            |
| 10 | Arinsal             | 2 127            |